# 해리 시멜스
해리 시멜스(Harry Semels, 1887년 11월 20일 ~ 1946년 3월 2일)는 미국의 배우, 영화배우이다.

## 영화
- 욜란다 앤 더 씨프 (1945년)
- 이브 뉴 허 애플스 (1945년)
- 언씬 (1945년)
- 늑대인간의 울음 (1944년)
- 쉐인 온 하베스트 문 (1944년)
- 캔트 헬프 싱잉 (1944년)
- 데이 갓 위 컨버드 (1943년)
- 여성의 해 (1942년)
- 히 스테이드 포 브렉패스트 (1940년)
- 리틀 넬리 켈리 (1940년)
- 그들은 밤에 달린다 (1940년)
- 팬텀 라이더스 (1940년)
- 우먼 닥터 (1939년)
- 발라라이카 (1939년)
- 니노치카 (1939년)
- 국제 범죄 (1938년)
- 스파이더스 웹 (1938년)
- 더 걸 오브 더 골든 웨스트 (1938년)
- 마리 앙투아네트 (1938년)
- 로잘리 (1937년)
- 더 파이어플라이 (1937년)
- 더 게이 데스페라도 (1936년)
- 모어 댄 어 세크러테리 (1936년)
- 바르바리 해안 (1935년)
- 비바 빌라! (1934년)
- 베이비 페이스 (1933년) - 스피키지 드렁크 역
- 엘머, 더 그레이트 (1933년) - 웨이터 역
- 대홍수 (1933년)
- 플라잉 다운 투 리오 (1933년)
- 홀드 유어 맨 (1933년)
- 미국의 광기 (1932년)
- 세이프 인 헬 (1931년)
- 스마트 머니 (1931년)
- 플래티넘 블론드 (1931년)
- 뻐꾸기 (1930년)
- 지옥의 천사들 (1930년)
- 최후의 명령 (1928년)